# Rheingau Literatur Festival

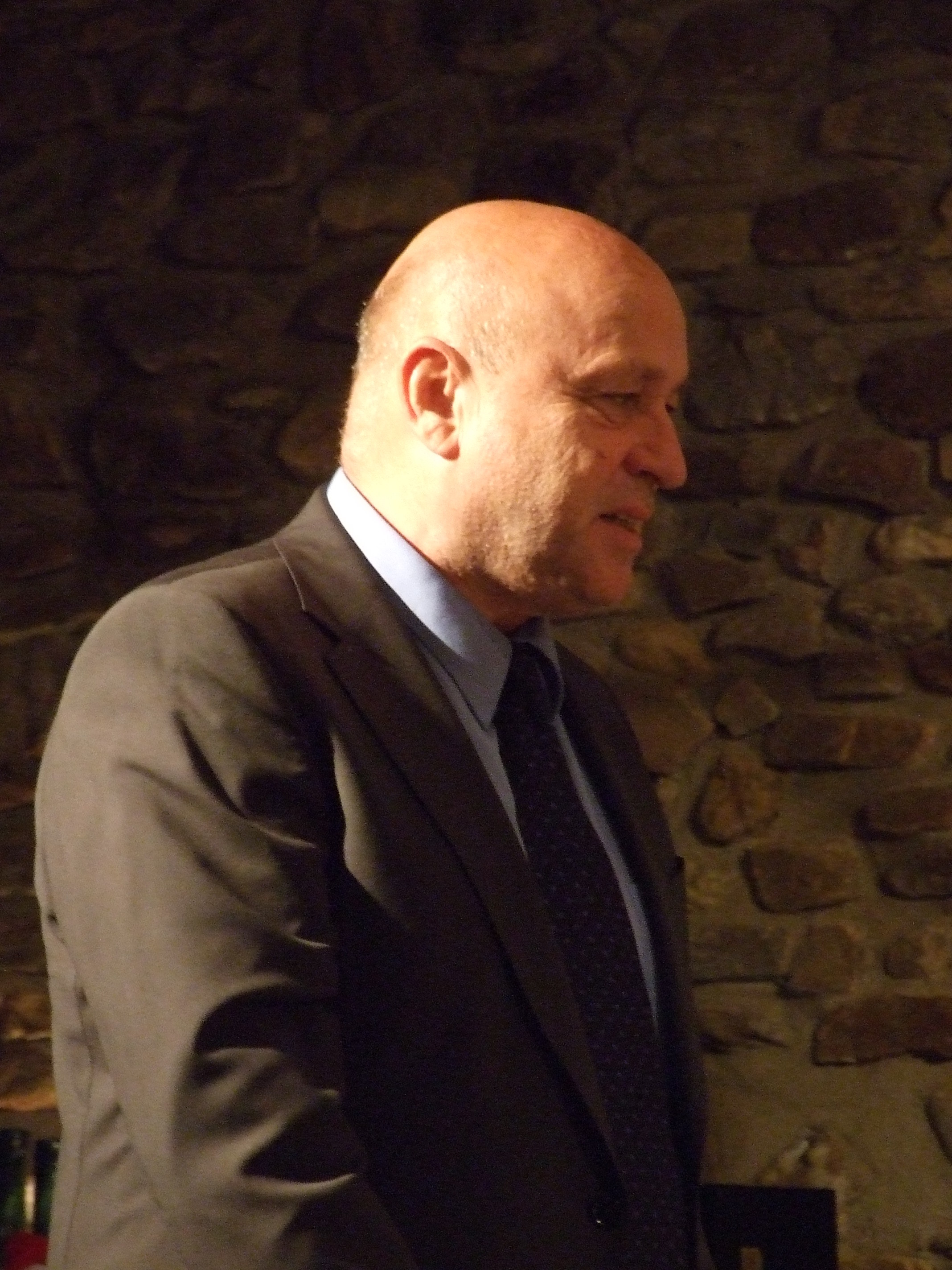
Heiner Boehncke (2009)

Das Rheingau Literatur Festival ist eine Literatur-Lesereihe, die, seit 1993 – im Anschluss an das Rheingau Musik Festival – an täglich wechselnden Orten mit ebenfalls täglich anderen Autoren und Moderatoren im Rheingau stattfindet. Das Festival erstreckt sich über einen Zeitraum von elf Tagen und wird seit 2004 von Heiner Boehncke organisiert. 
Am letzten Tag der Veranstaltung wird im Schloss Vollrads der Rheingau Literatur Preis verliehen.
Das 17. Festival fand unter dem Motto „WeinLese 2009“, vom 17. bis 27. September 2009 statt.